# Чемпионат Европы по плаванию в ластах на длинные дистанции 1987
1-й чемпионат Европы по плаванию в ластах на длинные дистанции прошёл в голландском Эйтхорне с 16 по 18 октября 1987 года.

## Медалисты

### Мужчины
| Дисциплина | Золото                 | Серебро         | Бронза                  |
| ---------- | ---------------------- | --------------- | ----------------------- |
| 3000 м     | Паоло Вандини · Италия | Дитер Майер ФРГ | Доминик Андре · Бельгия |
| 8000 м     | Паоло Вандини · Италия | Дитер Майер ФРГ | Доминик Андре · Бельгия |

### Женщины
| Дисциплина | Золото                    | Серебро                   | Бронза          |
| ---------- | ------------------------- | ------------------------- | --------------- |
| 3000 м     | Светлана Успенская · СССР | Любовь Вахрушева · СССР   | Юдит Зидлер ФРГ |
| 5000 м     | Любовь Вахрушева · СССР   | Светлана Успенская · СССР | Юдит Зидлер ФРГ |